# E.ON

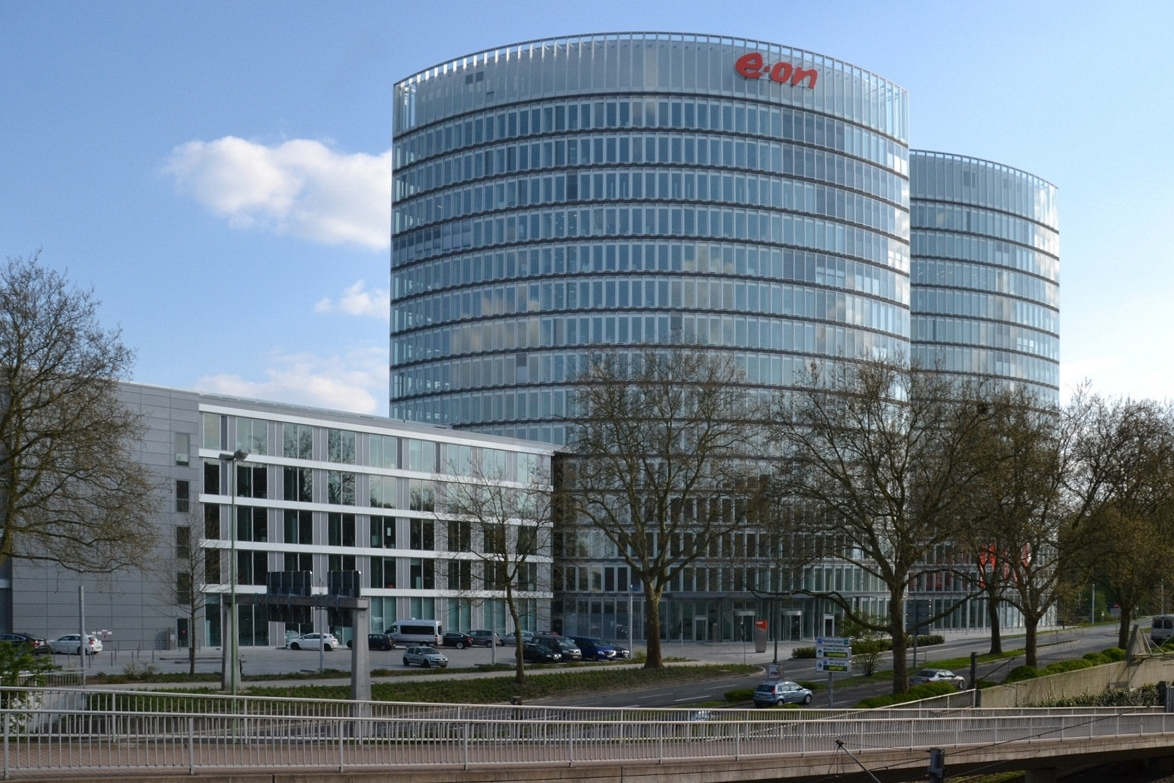
에센에 위치한 본사

E.ON은 독일 에센에 위치한 유럽의 전기사업 기업이다. 세계 최대의 투자자 소유 전기사업 서비스 제공자들 중 하나를 운영한다. E.ON이라는 명칭은 나이를 의미하는 그리스어 단어 aion에서 비롯된 라틴어 aeon에서 기원한다. 이 기업은 유로 스톡스 50 주가 지수의 일부이다.
30개국 이상에서 운영되며 33,000,000명의 고객을 보유하고 있다.
E.ON은 2000년 VEBA와 VIAG의 합병을 통해 설립되었다.

## 금융 데이터
| 연도   | 2013    | 2014    | 2015    | 2016   | 2017   | 2018   | 2019   |
| ------ | ------- | ------- | ------- | ------ | ------ | ------ | ------ |
| 수익   | 124,214 | 113,053 | 117,614 | 39,175 | 38,958 | 30,253 | 41,484 |
| 순이익 | 2,503   | −2,955  | −6,378  | −2,165 | 4,180  | 3,524  | 1,808  |
| 자산   | 130,725 | 125,690 | 113,693 | 63,699 | 55,950 | 54,324 | 98,566 |
| 직원수 | 61,327  | 58,503  | 56,490  | 42,595 | 42,657 | 43,302 | 78,948 |